# Amatol

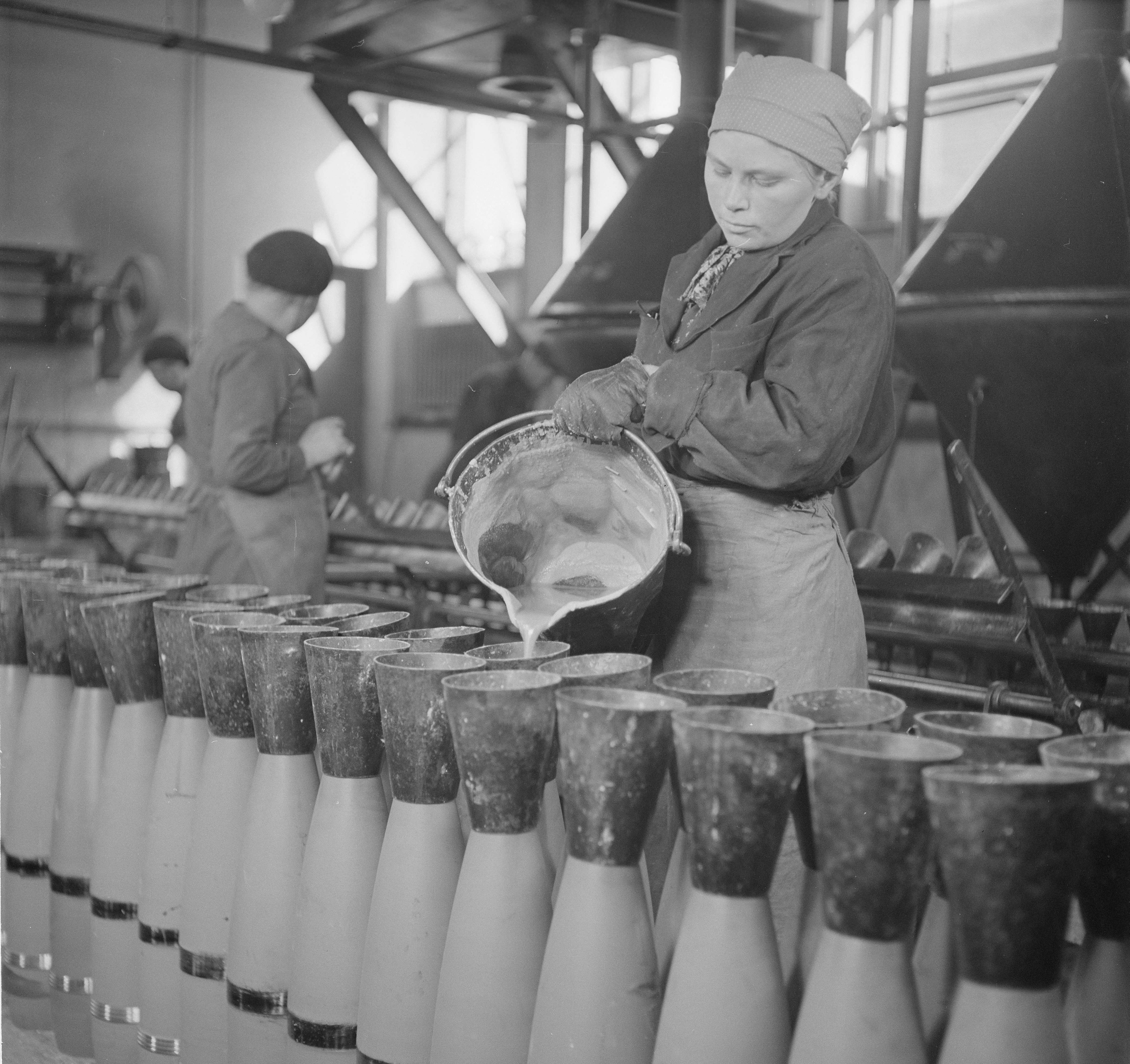
Projéteis de 152 mm sendo preenchidos com amatol líquido. Finlândia, 1942.

Amatol é um material altamente explosivo feito de uma mistura de TNT e nitrato de amônio. O nome britânico se origina das palavras amônio e tolueno (o precursor do TNT). Misturas semelhantes (uma parte de dinitronaftaleno e sete partes de nitrato de amônio) eram conhecidas como "Schneiderite" na França. O amatol foi usado extensivamente durante a Primeira Guerra Mundial e a Segunda Guerra Mundial, normalmente como um explosivo em armas militares, como bombas de aeronaves, projéteis, cargas de profundidade e minas navais. Eventualmente, foi substituído por explosivos alternativos, como Composição B, Torpex e Tritonal.